# Gare Centrale (métro léger de Charleroi)
 (août 2022).
Si vous disposez d'ouvrages ou d'articles de référence ou si vous connaissez des sites web de qualité traitant du thème abordé ici, merci de compléter l'article en donnant les références utiles à sa vérifiabilité et en les liant à la section « Notes et références ».
Pour les articles homonymes, voir Gare centrale et Sud (homonymie).
Gare Centrale (anciennement Sud) est une station du métro léger de Charleroi située sur la boucle centrale, sur l'esplanade de la gare Centrale, près du quartier de la Ville-Basse.

## Histoire
Sud est la première station du métro léger de Charleroi à avoir été mise en service. Elle a été rénovée en 1997. Jusqu'en février 2012, elle était une station terminus des lignes 54 et 89. Depuis l'inauguration de la section Sud - Parc, elle est devenue une station de passage pour les lignes M1, M2 et M4. La ligne M3} y circule également depuis septembre 2012, faisant ainsi transiter toutes les lignes du réseau en son sein.
Elle dessert la gare de Charleroi-Central (Charleroi-Sud jusqu'en décembre 2022) ainsi que le quartier de la Ville-Basse. Une importante station de bus y est accolée, d'où rayonnent bon nombre de lignes vers la périphérie.

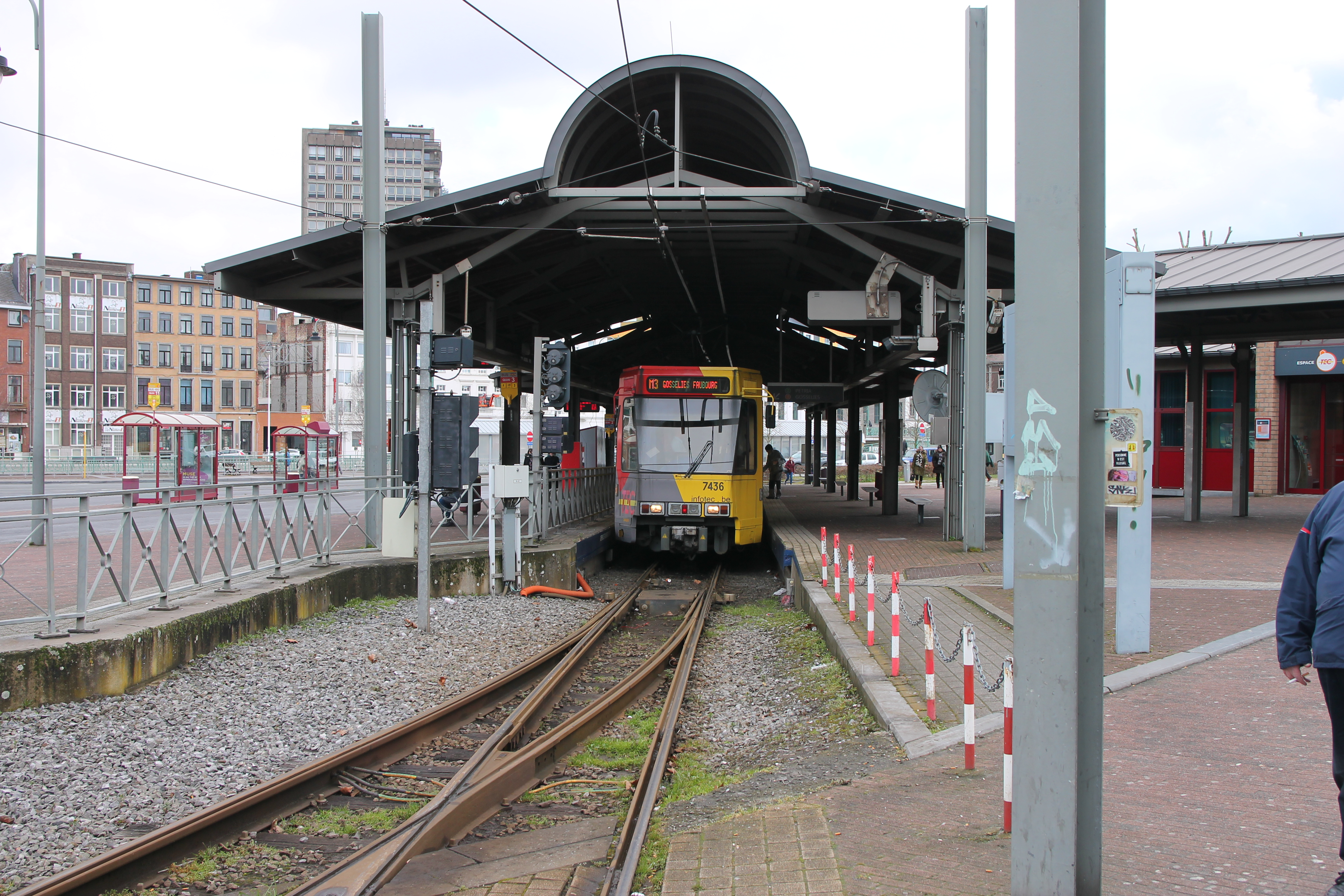
La station avant les travaux de 2021-2024.

La station était en forme de raquette au centre de laquelle se trouvait une esplanade de pavés rouges faisant office de quai, on y trouvait un point de vente et d'informations du TEC Charleroi. Les voies étaient recouvertes d'un toit en bois et en métal. Deux voies de garage se trouvaient du côté ouest de la station, et une boucle de rebroussement du côté est.
Divers accès y mènent, depuis la gare des bus, l'esplanade de la gare ou le couloir sous voies côté Bruxelles de la gare de Charleroi-Central.
Le 3 janvier 2023, après plusieurs mois de travaux, la station est renommée « Gare Centrale »,.

## Services aux voyageurs

### Desserte
La station est desservie par les lignes M1, M2, M3 et M4.

### Intermodalité
La station est située à proximité de la gare de Charleroi-Central et de la gare routière B. Cette dernière est desservie par les lignes 21, 43, 68, 70, 71, 83, 85, 86, 109A, 170, 173, Abbaye d'Aulne et City-bus du TEC Charleroi, par les lignes M1ab, M3ab et M4ab remplaçant le métro en soirée, par les lignes Express E83 et E109 et par la ligne A1 reliant la gare à l'aéroport de Charleroi-Bruxelles-Sud.